# Казандзакис, Никос
Ни́кос Казандза́кис (греч. Νίκος Καζαντζάκης; 18 февраля 1883, Ираклион, вилайет Крит, Османская империя — 26 октября 1957, Фрайбург, Баден-Вюртемберг, ФРГ) — греческий писатель, поэт и драматург, переводчик, один из крупнейших авторов XX века.

## Биография
Никос Казандзакис родился 18 февраля 1883 года в городе Ираклион на острове Крит, в тот момент находившемся под властью Османской империи. В 1902 году приехал в Афины, учился на юридическом факультете университета, после окончания которого в 1906 году получил диплом с отличием, в 1907 году перебрался в Париж, изучал философию, слушал лекции Анри Бергсона.
Вернувшись в Грецию, занимался переводами философских трудов. В 1914 году познакомился и подружился с Ангелосом Сикелианосом, путешествовал с ним по историческим местам Греции, где сохранились памятники христианской культуры. Осенью 1918 года премьер-министр Греции Э. Венизелос отправил в Грузию полковника Полемархакиса и писателя Казандзакиса с задачей «вызволить местное греческое население из-под влияния большевиков»:362.  В 1919 году как генеральный директор министерства социального обеспечения способствовал репатриации понтийских греков с Кавказа на родину.
Работал журналистом в разных странах мира (Франция, Германия (1922—1924), Италия, Россия (1925—1927), Испания (1932), Кипр, Египет, Чехословакия, Китай, Япония и др.). Его интерес к коммунизму и уважение к Ленину, зародившиеся во время пребывания в Берлине, привели его в СССР, где он общался с Виктором Сержем и Панаитом Истрати и разочаровался в сталинизме.
Был женат на греческой писательнице Галатее Казандзаки (Алексиу) (первая супруга) и на греческой журналистке Елени Казандзаки (Самиу), которая в течение всей жизни была его верным соратником и секретарём.
В 1945 году возглавил левую некоммунистическую партию Союз рабочих социалистов («Σοσιαλιστικής Εργατικής Ένωσης»), вошёл министром без портфеля в правительство Темистоклиса Софулиса, которое покинул уже в следующем году. Выдвигался кандидатом на Нобелевскую премию.

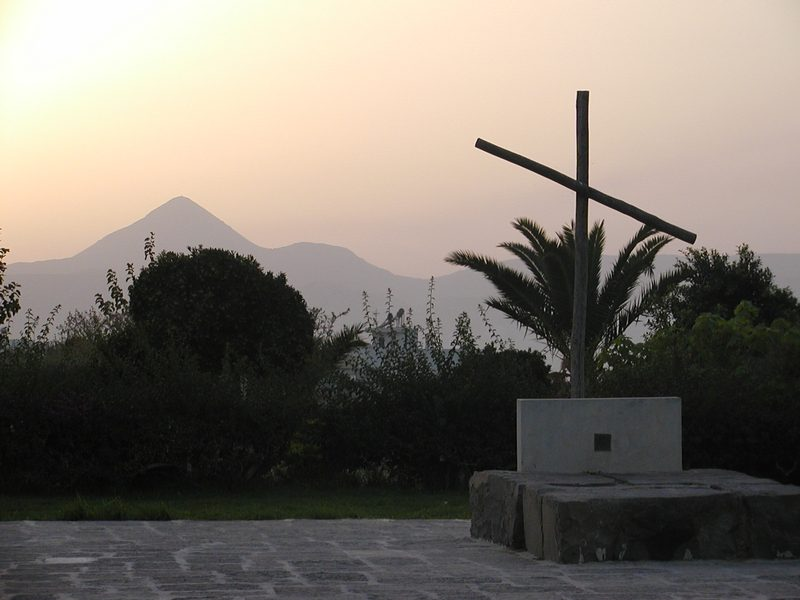
Надгробие Никоса Казандзакиса, Ираклион

Умер от лейкемии 26 октября 1957 года. Похоронен у городской стены Ираклиона, поскольку православная церковь отказала в похоронах на кладбище. Надпись на его надгробии гласит: «Ни на что не надеюсь. Ничего не страшусь. Я свободен» (Δεν ελπίζω τίποτα. Δε φοβούμαι τίποτα. Είμαι λέφτερος).

## Творчество
Наиболее известен романами «Капитан Михалис» (в англ. переводе «Свобода или смерть» 1949), «Страсти по-гречески» (или «Христа распинают вновь», 1948, опера Б. Мартину), «Житие и деяние Алексиса Зорбаса» (1946), «Последнее искушение» (1955, внесён католической церковью в Индекс запрещённых книг), «Беднячок из Ассизи» (1956, о Святом Франциске), «Братоубийцы». Автор нескольких драм, философских работ, написанных под влиянием Ницше, эпической поэмы «Одиссея» (опубл.1938), переводчик «Божественной комедии» Данте (1932) и «Фауста» Гёте (1936).

## Признание
Лауреат Международной премии Мира (1956).
Мировую славу Казандзакису принесли экранизации его романов: фильмы Жюля Дассена «Тот, которому предстоит умереть» (по роману «Страсти по-гречески», 1957, с Мелиной Меркури), Михалиса Какоянниса «Грек Зорба» (1964, музыка Микиса Теодоракиса, в ролях Энтони Куинн, Ирен Папас и др.) и Мартина Скорсезе «Последнее искушение Христа» (1988, сценарий Пола Шрадера, в ролях Уиллем Дефо, Харви Кейтель, Барбара Херши и др.).
Роман «Грек Зорба» в значительной степени повлиял на учение индийского мистика Ошо, в котором идеалом считается Зорба-Будда, сочетающий в себе духовность Будды с чертами Зорбы. В своём учении под Зорбой Ошо имел в виду человека, который «не боится ада, не стремится в рай, живёт полноценно, наслаждаясь мелочами жизни… едой, питьём, женщинами. После трудового дня он берет в руки музыкальный инструмент и часами танцует на пляже».
В критской деревне Миртия (бывш. Варвари), где сохранился дом отца Казандзакиса, находится музей писателя.
Ряд реальных событий из жизни Казандзакиса, включая его поездки по СССР, лёг в основу романа Елены Колмовской «Путешественник и Сирены» (2014).

## Публикации на русском языке
- Христа распинают вновь : Роман / Перевод с новогреческого Янниса Мочоса и Игоря Поступальского ; [Вступ. статья: Я. Мочоса]. — М.: Гослитиздат, 1962. — С. 470. — (Зарубежный роман XX века).
- Последнее искушение Христа. — М.: АСТ-Пресс, 1993.
- Последнее искушение. — СПб: Литера, 1998.
- Грек Зорба. — М.: София; Гелеос, 2003.
  - Невероятные похождения Алексиса Зорбаса. — Азбука, 2014.
- Последнее искушение. — СПб.: Азбука-Классика, 2004.
- Отчёт перед Эль Греко. — М.: Раритет, 2005.
- Греческий пейзаж. Лотос / Классика плюс. — Афины, 2005.
- Капитан Михалис. — М.: Выргород, 2021.